# Viborg FF

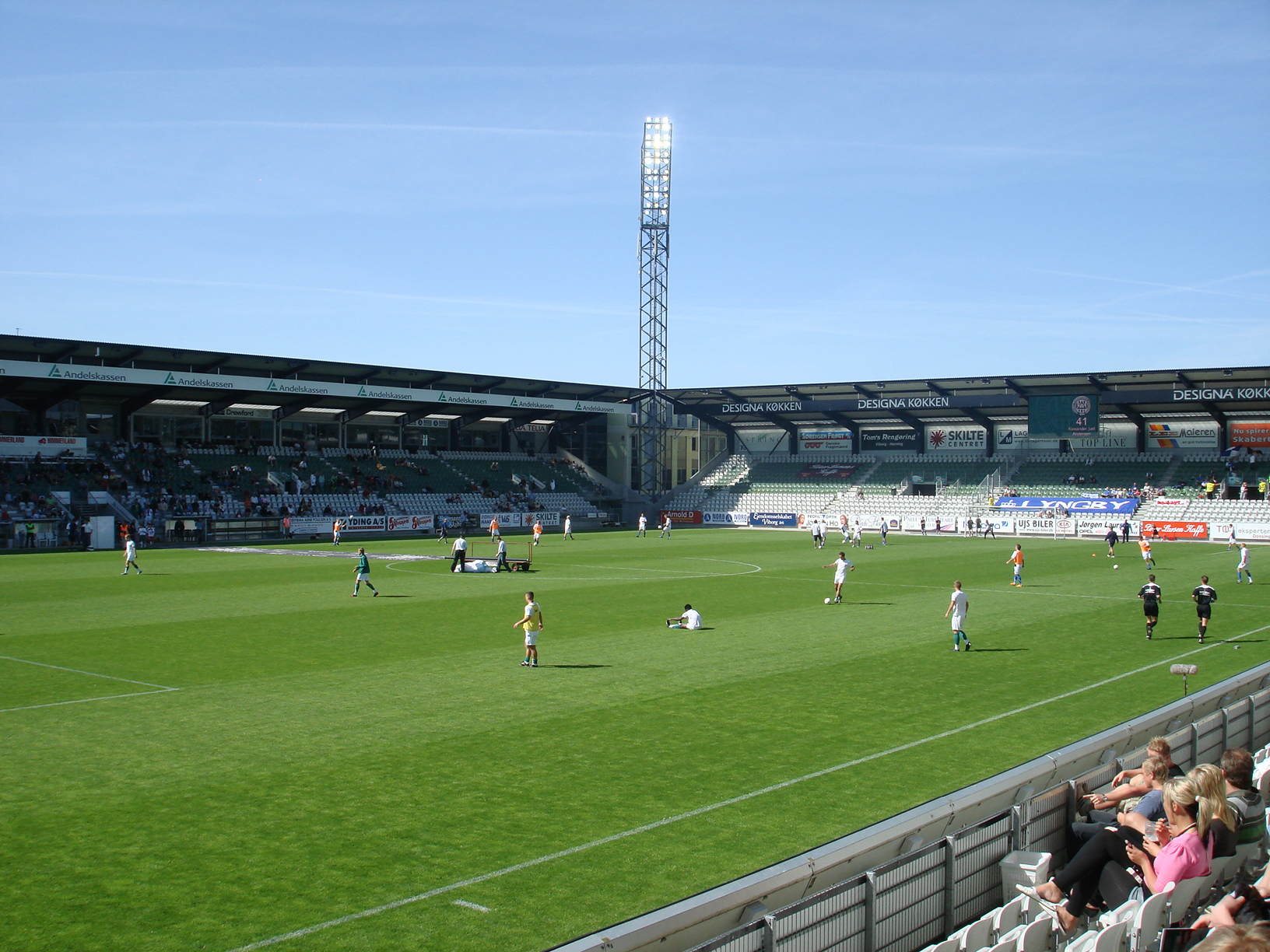
Viborg Stadion v r. 2008

Viborg FF (celým názvem Viborg Fodsports Forening) je dánský fotbalový klub z města Viborg ve středním Jutsku založený 1. dubna 1896, letopočet založení je i v klubovém emblému. Klubové barvy jsou zelená a bílá. Domácím hřištěm je Viborg Stadion (Energi Viborg Arena) s kapacitou 9 566 míst.
V sezóně 2016/17 hrál dánskou nejvyšší soutěž Superligaen.

## Úspěchy
- 1× vítěz dánského fotbalového poháru (2000)[2]